# Sierra Leone az 1980. évi nyári olimpiai játékokon
Sierra Leone a szovjetunióbeli Moszkvában megrendezett 1980. évi nyári olimpiai játékok egyik részt vevő nemzete volt. Az országot az olimpián 2 sportágban 14 sportoló képviselte, akik érmet nem szereztek.

## Atlétika
Férfi
| Versenyző                                                      | Versenyszám     | Előfutam | Előfutam | Előfutam | Negyeddöntő | Negyeddöntő | Negyeddöntő | Elődöntő | Elődöntő | Elődöntő | Döntő   | Döntő    |
| Versenyző                                                      | Versenyszám     | Idő      | Hely.    | Össz.    | Idő         | Hely.       | Össz.       | Idő      | Hely.    | Össz.    | Idő     | Helyezés |
| -------------------------------------------------------------- | --------------- | -------- | -------- | -------- | ----------- | ----------- | ----------- | -------- | -------- | -------- | ------- | -------- |
| John Carew                                                     | 100 m           | 11,11    | 6.       | 54.      | kiesett     | kiesett     | kiesett     | kiesett  | kiesett  | kiesett  | kiesett | kiesett  |
| Rudolph George                                                 | 100 m           | 11,37    | 7.       | 60.      | kiesett     | kiesett     | kiesett     | kiesett  | kiesett  | kiesett  | kiesett | kiesett  |
| Rudolph George                                                 | 200 m           | 23,20    | 6.       | 54.      | kiesett     | kiesett     | kiesett     | kiesett  | kiesett  | kiesett  | kiesett | kiesett  |
| Walter During                                                  | 200 m           | 23,12w   | 7.       | 52.      | kiesett     | kiesett     | kiesett     | kiesett  | kiesett  | kiesett  | kiesett | kiesett  |
| Sheku Boima                                                    | 200 m           | 22,93    | 6.       | 51.      | kiesett     | kiesett     | kiesett     | kiesett  | kiesett  | kiesett  | kiesett | kiesett  |
| Sheku Boima                                                    | 100 m           | 11,08    | 6.       | 53.      | kiesett     | kiesett     | kiesett     | kiesett  | kiesett  | kiesett  | kiesett | kiesett  |
| William Akabi-Davis                                            | 400 m           | 50,80    | 6.       | 46.      | kiesett     | kiesett     | kiesett     | kiesett  | kiesett  | kiesett  | kiesett | kiesett  |
| Jimmy Massallay                                                | 400 m           | 49,68    | 5.       | 41.      | kiesett     | kiesett     | kiesett     | kiesett  | kiesett  | kiesett  | kiesett | kiesett  |
| Jimmy Massallay                                                | 800 m           | 2:04,4   | 7.       | 39.      |             |             |             | kiesett  | kiesett  | kiesett  | kiesett | kiesett  |
| Sahr Kendor                                                    | 400 m           | 52,98    | 6.       | 49.      | kiesett     | kiesett     | kiesett     | kiesett  | kiesett  | kiesett  | kiesett | kiesett  |
| Sahr Kendor                                                    | 800 m           | 2:06,5   | 7.       | 41.      |             |             |             | kiesett  | kiesett  | kiesett  | kiesett | kiesett  |
| George Branche                                                 | 800 m           | 1:54,6   | 7.       | 34.*     |             |             |             | kiesett  | kiesett  | kiesett  | kiesett | kiesett  |
| George Branche                                                 | 1500 m          | 4:03,84  | 10.      | 38.      |             |             |             | kiesett  | kiesett  | kiesett  | kiesett | kiesett  |
| Baba Ibrahim Suma-Keita                                        | Maraton         |          |          |          |             |             |             |          |          |          | 2:41:20 | 46.      |
| Rudolph George Sheku Boima William Akabi-Davis Walter During   | 4 × 100 m váltó | 42,53    | 8.       | 15.      |             |             |             |          |          |          | kiesett | kiesett  |
| William Akabi-Davis Jimmy Massallay Sahr Kendor George Branche | 4 × 400 m váltó | 3:25,0   | 8.       | 22.      |             |             |             |          |          |          | kiesett | kiesett  |

| Versenyző      | Versenyszám | 100 m | 100 m | Távolugrás | Távolugrás | Súlylökés | Súlylökés | Magasugrás | Magasugrás | 400 m | 400 m | 110 m gát | 110 m gát | Diszkoszvetés | Diszkoszvetés | Rúdugrás                 | Rúdugrás | Gerelyhajítás | Gerelyhajítás | 1500 m | 1500 m | Végeredmény | Végeredmény |
| Versenyző      | Versenyszám | Idő   | Pont  | Eredmény   | Pont       | Eredmény  | Pont      | Eredmény   | Pont       | Idő   | Pont  | Idő       | Pont      | Eredmény      | Pont          | Eredmény                 | Pont     | Eredmény      | Pont          | Idő    | Pont   | Pont        | Helyezés    |
| -------------- | ----------- | ----- | ----- | ---------- | ---------- | --------- | --------- | ---------- | ---------- | ----- | ----- | --------- | --------- | ------------- | ------------- | ------------------------ | -------- | ------------- | ------------- | ------ | ------ | ----------- | ----------- |
| Columba Blango | Tízpróba    | 11,40 | 710   | 640 cm     | 693        | 10,00 m   | 460       | 185 cm     | 725        | 53,48 | 659   | 15,45     | 802       | 23,08 m       | 306           | érvényes kísérlet nélkül | 0        | 36,20 m       | 432           | 5:22,9 | 293    | 5080        | 16.         |

Női
| Versenyző             | Versenyszám | Előfutam | Előfutam | Előfutam | Negyeddöntő | Negyeddöntő | Negyeddöntő | Elődöntő | Elődöntő | Elődöntő | Döntő   | Döntő    |
| Versenyző             | Versenyszám | Idő      | Hely.    | Össz.    | Idő         | Hely.       | Össz.       | Idő      | Hely.    | Össz.    | Idő     | Helyezés |
| --------------------- | ----------- | -------- | -------- | -------- | ----------- | ----------- | ----------- | -------- | -------- | -------- | ------- | -------- |
| Estella Meheux        | 100 m gát   | 15,61    | 7.       | 20.      |             |             |             | kiesett  | kiesett  | kiesett  | kiesett | kiesett  |
| Estella Meheux        | 200 m       | 26,77    | 6.       | 32.      | kiesett     | kiesett     | kiesett     | kiesett  | kiesett  | kiesett  | kiesett | kiesett  |
| Estella Meheux        | 100 m       | 13,22    | 7.       | 37.      | kiesett     | kiesett     | kiesett     | kiesett  | kiesett  | kiesett  | kiesett | kiesett  |
| Eugenia Osho-Williams | 100 m       | 12,95    | 8.       | 34.      | kiesett     | kiesett     | kiesett     | kiesett  | kiesett  | kiesett  | kiesett | kiesett  |
| Eugenia Osho-Williams | 200 m       | 25,87    | 5.       | 31.      | kiesett     | kiesett     | kiesett     | kiesett  | kiesett  | kiesett  | kiesett | kiesett  |
| Eugenia Osho-Williams | 400 m       | 1:00,44  | 8.       | 35.      |             |             |             | kiesett  | kiesett  | kiesett  | kiesett | kiesett  |
| Eugenia Osho-Williams | 800 m       | 2:33,4   | 8.       | 28.      |             |             |             | kiesett  | kiesett  | kiesett  | kiesett | kiesett  |

* - egy másik versenyzővel azonos eredményt ért el

## Ökölvívás
| Versenyző       | Versenyszám | 32-es főtábla                        | Nyolcaddöntő      | Negyeddöntő       | Elődöntő          | Döntő             | Helyezés |
| Versenyző       | Versenyszám | Ellenfél Eredmény                    | Ellenfél Eredmény | Ellenfél Eredmény | Ellenfél Eredmény | Ellenfél Eredmény | Helyezés |
| --------------- | ----------- | ------------------------------------ | ----------------- | ----------------- | ----------------- | ----------------- | -------- |
| Mohamed Bangura | Könnyűsúly  | Viktor Gyemjanyenko (URS) · kizárták | kiesett           | kiesett           | kiesett           | kiesett           | 17.      |
| Ben Sisay       | Váltósúly   | Kebede Sahilu (ETH) · kizárták       | kiesett           | kiesett           | kiesett           | kiesett           | 17.      |